# Geranium uralense
Geranium uralense là một loài thực vật có hoa trong họ Mỏ hạc. Loài này được Kuvaev mô tả khoa học đầu tiên năm 1990.